# 천지열혈 양가장
《천지열혈 양가장》(중국어: 熱血楊家將)은 2021년 대한민국에서 개봉한 중국의 영화이다.

## 등장인물

### 주연
- 부한원
- 곡하문

### 조연
- 황정상
- 서언우